# Los Alvarez
Los Alvarez és una concentració de població designada pel cens dels Estats Units a l'estat de Texas. Segons el cens del 2000 tenia 1.434 habitants.

## Demografia
Segons el cens del 2000, Los Alvarez tenia 1.434 habitants, 379 habitatges, i 344 famílies. La densitat de població era de 164,3 habitants/km².
Dels 379 habitatges en un 61,7% hi vivien nens de menys de 18 anys, en un 66,2% hi vivien parelles casades, en un 19,8% dones solteres, i en un 9% no eren unitats familiars. En el 8,7% dels habitatges hi vivien persones soles el 4,2% de les quals corresponia a persones de 65 anys o més que vivien soles. El nombre mitjà de persones vivint en cada habitatge era de 3,78 i el nombre mitjà de persones que vivien en cada família era de 4,01.
Per edats la població es repartia de la següent manera: un 38,6% tenia menys de 18 anys, un 11,9% entre 18 i 24, un 27,5% entre 25 i 44, un 15,3% de 45 a 60 i un 6,7% 65 anys o més.
L'edat mediana era de 24 anys. Per cada 100 dones de 18 o més anys hi havia 84,9 homes.
La renda mediana per habitatge era de 20.427 $ i la renda mediana per família de 21.738 $. Els homes tenien una renda mediana de 20.313 $ mentre que les dones 12.679 $. La renda per capita de la població era de 8.969 $. Aproximadament el 34,4% de les famílies i el 38% de la població estaven per davall del llindar de pobresa.

## Poblacions més properes
El següent diagrama mostra les poblacions més properes.